# Doratulina roseolutea
Doratulina roseolutea är en insektsart som beskrevs av Dlabola 1994. Doratulina roseolutea ingår i släktet Doratulina och familjen dvärgstritar. Inga underarter finns listade i Catalogue of Life.